# Northridge (Ohio)
Northridge – jednostka osadnicza w Stanach Zjednoczonych, w stanie Ohio, w hrabstwie Clark.